# Zwaardstaartsalamander
De zwaardstaartsalamander (Cynops ensicauda) is een salamander uit de familie echte salamanders (Salamandridae).

## Naamgeving
De wetenschappelijke naam van deze soort is voor het eerst geldig gepubliceerd in 1860 door Edward Hallowell. De Japanse naam luidt: Shiriken Imori (シリケンイモリ), waarin Imori verwijst naar het geslacht waartoe de soort behoort.

## Kenmerken
De zwaardstaartsalamander bereikt een lengte van 12 tot 18 cm en wordt daarmee beschouwd als de grootste soort van het geslacht Oostaziatische watersalamanders. De soort vertoont seksuele dimorfie. Bij vrouwtjes is de staart langer dan kop-lichaam, terwijl de mannetjes een kortere staart hebben. De kleur van de bovenzijde is bruin tot zwart.

## Verspreiding en leefgebied
De zwaardstaartsalamander is endemisch op de zuidelijke Riukiu-eilanden. De soort telt twee ondersoorten:
- Cynops ensicauda ensicauda (Japans: Amami Shiriken Imori) : Amami Ōshima (Amami-eilanden).
- Cynops ensicauda popei (Japans: Okinawa Shiriken Imori) : Okinawa (eiland), Tokashiki-jima en Tonakijima .

De habitat bestaat uit langzaam stromende en stilstaande wateren.

## Status
De soort wordt bedreigd door habitatverlies en de trend van de populatie is dalend. Onder andere om deze redenen staat de zwaardstaartsalamander als bedreigd op de Rode Lijst van de IUCN.